# معركة إيبرس الأولى
معركة إيبرس الأولى (بالفرنسية: Première Bataille des Flandres، بالألمانية: Erste Flandernschlacht، من 19 أكتوبر حتى 22 نوفمبر عام 1914) هي معركة دارت رحاها أثناء الحرب العالمية الأولى، وقد دارت على الجبهة الغربية حول إيبرس، في فلاندرز الغربية، بلجيكا. وكانت المعركة جزءًا من معركة فلاندرز الأولى، وفيها قاتلت الجيوش الألمانية والفرنسية والبلجيكية وقوة المشاة البريطانية (بي إي إف) من أراس في فرنسا حتى نيوبورت على الساحل البلجيكي، من 10 أكتوبر إلى منتصف نوفمبر. بدأت المعارك في إيبرس في نهاية السباق نحو البحر، في محاولات متبادلة من قبل الجيوش الألمانية والفرنسية البريطانية للتقدم عبر الجناح الشمالي لخصومهم. شمال إيبرس، واستمر القتال في معركة إيجر (16-31 أكتوبر) بين الجيش الألماني الرابع والجيش البلجيكي وقوات البحرية الفرنسية.
قُسمت المعركة إلى خمس مراحل، أولها معركة مواجهة من 19 حتى 21 أكتوبر، ومعركة لانغمارك من 21 حتى 24 أكتوبر، والمعارك في لا باسيه وأرمنتيير حتى 2 نوفمبر، والتي تزامنت مع المزيد من هجمات الحلفاء في إيبرس ومعركة غيلوفيلت (29-31 أكتوبر)، أما المرحلة الرابعة فهي آخر هجوم ألماني كبير، وقد بلغت ذروتها في معركة نونه بوسن في 11 نوفمبر، ثم عمليات محلية ما لبثت أن تلاشت في أواخر نوفمبر. وقد كتب العميد جيمس إدموندز، المؤرخ البريطاني الرسمي، في تاريخ الحرب العظمى، أن معركة الفيلق الثاني في لا باسيه يمكن اعتبارها منفصلة، لكن المعارك من أرمنتيير إلى ميسينز وإيبرس، من الأفضل رؤيتها كمعركة واحدة حدثت على قسمين، هجوم شنه الفيلق الثالث وسلاح الفرسان في الفترة من 12 حتى 18 أكتوبر ضد أماكن تراجع الألمان، وهجوم شنه الجيش الألماني السادس والجيش الرابع في الفترة من 19 أكتوبر حتى 2 نوفمبر، وبدأ من 30 أكتوبر بشكل رئيسي في الشمال من نهر ليس، عندما اندمجت معارك أرمنتيير وميسينز مع معارك إيبرس.
لم تحقق هجمات قوة المشاة البريطانية (المشير الميداني السير جون فرنش) والبلجيكيون والجيش الثامن الفرنسي في بلجيكا سوى تقدم طفيف يتجاوز إيبرس. واستولى الجيشان الألمانيان الرابع والسادس على مساحات صغيرة من الأرض بتكلفة كبيرة لكلا الجانبين، خلال معركة إيجر وجنوبًا في إيبرس. أما الجنرال إريش فون فالكنهاين، رئيس القيادة العليا للجيش القيصري الألماني (OHL، رئيس أركان حرب ألمانيا)، فقد حاول بعد ذلك شن هجوم محدود بهدف الاستيلاء على إيبرس ومونت كيميل، من 19 أكتوبر حتى 22 نوفمبر. ولم ينقل أي من الجانبين قواته إلى الفلاندرز بالسرعة الكافية لتحقيق نصر حاسم، وبحلول نوفمبر كان كلا الجانبين مرهقين. وباتت الجيوش تفتقر إلى الذخيرة، وتعاني من انخفاض الروح المعنوية، ورفضت بعض وحدات المشاة الأوامر. بعدها أصبحت معارك الخريف في فلاندرز عمليات استنزاف ثابتة، على عكس معارك المناورة في الصيف. صدت القوات الفرنسية والبريطانية والبلجيكية في دفاعات ميدانية مرتجلة الهجمات الألمانية لمدة أربعة أسابيع. ثم من 21 حتى 23 أكتوبر، شن جنود الاحتياط الألمان هجمات جماعية على لانغمارك، مع خسائر تصل إلى 70 في المئة، ولكن دون تأثير يذكر.
أثبتت الحرب بين الجيوش الكبرى، المجهزة بأسلحة الثورة الصناعية وتطوراتها اللاحقة، أنها غير حاسمة، لأن التحصينات الميدانية حيدت العديد من فئات الأسلحة الهجومية. سيطرت القوة النارية للمدفعية والرشاشات على ساحة المعركة، بالإضافة إلى قدرة الجيوش على إمداد نفسها واستبدال المصابين في المعارك الطويلة لأسابيع. قاتلت أربع وثلاثون فرقة ألمانية في معارك فلاندرز، ضد اثنتي عشرة فرقة فرنسية وتسعة بريطانية وستة بلجيكية، إلى جانب مشاة البحرية وسلاح الفرسان الراجلين. خلال فصل الشتاء، أعاد فالكنهاين النظر في إستراتيجية ألمانيا لأن Vernichtungsstrategie (إستراتيجية التدمير) وفرض السلام على فرنسا وروسيا قد تجاوزا حدود القدرات الألمانية. ابتكر فالكنهاين إستراتيجية جديدة لفصل روسيا أو فرنسا عن تحالف الحلفاء من خلال الدبلوماسية وكذلك العمل العسكري. استراتيجية الاستنزاف (Ermattungsstrategie) ستجعل تكلفة الحرب أكبر من أن يتحملها الحلفاء، حتى ينسحب أحدهم ويعقد سلامًا منفصلًا. سيتعين على المتحاربين المتبقين أن يتفاوضوا أو يواجهوا تركيز الألمان على الجبهة المتبقية، وهو ما سيكون كافيًا لألمانيا لإلحاق هزيمة حاسمة.

## الخلفية

### التطورات الاستراتيجية

#### الجبهة الشرقية
في 9 أكتوبر، بدأ الهجوم الألماني الأول ضد وارسو مع معارك وارسو (9-19 أكتوبر) وإيفانغورود (9-20 أكتوبر). وبعد أربعة أيام، شعرت مدينة برزيميسل بالارتياح بسبب تقدم النمساويين المجريين وبدأت معركة هيروف في 13 أكتوبر - 2 نوفمبر) في غاليسيا. أعاد الجيش النمساوي المجري احتلال تشيرنويتز في بوكوفينا في 22 أغسطس، ثم خسر مرة أخرى أمام الجيش الروسي في 28 أكتوبر. وفي 29 أكتوبر، بدأت الإمبراطورية العثمانية الأعمال العدائية ضد روسيا، عندما قصفت السفن الحربية التركية أوديسا وسيفاستوبول وثيودوسيا. وفي اليوم التالي استولت القوات الروسية على ستانيسلاو في غاليسيا، وبدأ الجيش الصربي بالتراجع عن خط درينا. في 4 نوفمبر، عبر الجيش الروسي حدود تركيا في آسيا واستولى على عزب.
أعلنت بريطانيا وفرنسا الحرب على تركيا في 5 نوفمبر، وفي اليوم التالي، جرت السيطرة على كوبري كيني في أرمينيا، خلال هجوم بيرخمان (2-16 نوفمبر) من قبل الجيش الروسي. وفي 10 أكتوبر، حاصر الجيش الروسي برزيميسل مرة أخرى، وبدأ الحصار الثاني، ثم احتل الروس ميميل في شرق بروسيا في اليوم التالي. واستعاد الجيش العثماني قبضته على كيوبري كيني في 14 نوفمبر، وبعد ذلك أعلن السلطان الجهاد، وفي اليوم التالي بدأت معركة كراكوف (15 نوفمبر - 2 ديسمبر) وبدأ الغزو الروسي الثاني لشمال المجر (15 نوفمبر - 12 ديسمبر). وافتتح الهجوم الألماني الثاني ضد وارسو بمعركة وودج (16 نوفمبر - 15 ديسمبر).

#### الانسحاب العظيم
كان الانسحاب العظيم عبارة عن انسحاب طويل للجيوش الفرنسية البريطانية إلى نهر المارن، من 24 أغسطس - 28 سبتمبر عام 1914، بعد نجاح الجيوش الألمانية في معركة الحدود (7 أغسطس - 13 سبتمبر). وبعد هزيمة الجيش الفرنسي الخامس في معركة شارلروا (21 أغسطس) وقوة المشاة البريطانية في معركة مونس (23 أغسطس)، تراجع كلا الجيشين سريعًا لتجنب التطويق. وقد فشل هجوم مضاد من قبل الفرنسيين وقوة المشاة البريطانية في معركة غايز الأولى (29-30 أغسطس) في إنهاء التقدم الألماني واستمر الانسحاب الفرنسي البريطاني إلى ما بعد نهر المارن. وفي الفترة الممتدة من 5 حتى 12 سبتمبر، أنهت معركة المارن الأولى الانسحاب، وأجبرت الجيوش الألمانية على الانسحاب نحو نهر الأين، حيث جرت معركة أن الأولى في الفترة من 13 حتى 28 سبتمبر.